# Zonder titel (Frans Mossou)
Op de zuidwestelijke oever van de Sloterplas staat sinds 2003 een titelloos kunstwerk, daterend uit 1988.
Het is een 5 meter hoge zuil van kunstenaar Frans Mossou uitgevoerd in cortenstaal. Die zuil wordt gedragen door een betonnen plaat met daarop een afscheiding van hetzelfde materiaal. De zuil is uitgevoerd in de stijl van Frans Mossou, weergave van de tegenstelling tot donker en licht ofwel materie en het ontbreken daarvan. Dit thema is terug te vinden in de uitvoering waarbij de zijden van de langwerpige kolom aan de uiteinden naar buiten wijken en dus niet op elkaar aansluiten, waardoor licht tussen de stalen platen doorschijnt.
Het beeld stond in eerste instantie op het Osdorpplein.  Toen het Amsterdams Fonds voor de Kunst in 1995 een inventarisatie hield onder de kunst in de openbare ruimten werd het afgedaan als "kwalitatief zeer matig" en het AFK stelde voor het af te voeren. De kunstenaar was het daar niet mee eens en vond dat het in een park beter tot zijn recht zou kunnen komen. De Gemeente Amsterdam en de kunstenaar kwamen in 1996 overeen het te behouden en in 2003 werd het verplaatst naar de zuidoever van de Sloterplas, waarbij het langs het voetpad van de Cornelis Lelylaan staat, nabij Meer en Vaart.  Het is gepositioneerd op het verhoogde binnengebied van een soort voetpaden-rotonde nabij het Wegwerphuisje van Herman Makkink.  De kunstenaar vond dit een goede plek, midden tussen bloemen en planten.
1. mw-subcategories|Mediabestanden]]